# بلوتونيوم-241
البلوتونيوم-241 (241Pu) هو نظير البلوتونيوم يتشكل عندما يقوم البلوتونيوم-240 بالتقاط نيوترون. مثل 239Pu ولكن على عكس 240Pu الذي ينشطر إلى 241Pu، مع امتصاص النيوترون فالمقطع العرضي 1/3 أكبر من 239Pu، واحتمال مماثل للانشطار بامتصاص النيوترون، حتى 73٪. وفي حالة عدم الانشطار، ينتج التقاط النيوترونات البلوتونيوم-242. بشكل عام، النظائر التي لها عدد فردي من النيوترونات على حد سواء أكثر عرضة لامتصاص النيوترون، وأكثر عرضة لخضوعها للانشطار بامتصاص النيوترونات، مقارنة مع النظائر التي لها عدد متساوي من النيوترونات.

## الاضمحلال إلى أمريسيوم
241Pu
لديه عمر النصف 14 عاما، وهو اضمحلال يعادل حوالي 5٪ من 241Pu على مدى سنة واحدة. وكلما طال انتظار الوقود النووي ينتظر قبل إعادة المعالجة، فإن الكثير من 241Pu يتحلل إلى أمريسيوم-241، وهو مادة غير انشطارية (وإن كانت قابلة للانشطار بواسطة النيوترونات السريعة) ويبعث ألفا وله عمر النصف 432 سنة، وهو مساهم رئيسي في النشاط الإشعاعي للنفايات النووية وهو مقياس لمئات أو آلاف السنين.
الأمريسيوم منخفض التكافؤ ومنخفض الكهربية مقارنة مع البلوتونيوم واليورانيوم أو نبتونيوم، لذلك في معظم إعادة المعالجة النووية، Am يميل إلى تجزئة ليس مع U، Np، Pu ولكن مع المنتجات الانشطارية القلوية: اللانثانيدات والسترونتيوم والسيزيوم والباريوم، والإتريوم، وبالتالي لا يعاد تدويرها إلى وقود نووي ما لم تبذل جهود خاصة. في المفاعل الحراري، 241Am يلتقط النيوترون ليصبح أمريسيوم-242، الذي سرعان ما يصبح كوريوم-242 (أو، 17.3٪ من الوقت، 242Pu) عن طريق اضمحلال بيتا. كل من 242Cm و 242Pu أقل احتمالا بكثير لاستيعاب النيوترون، وحتى أقل احتمالا للانشطار. ومع ذلك، 242Cm هو قصير العمر (عمر النصف 160 يوما) وتخضع دائما تقريبا لاضمحلال ألفا لتتحول إلى 242Pu بدلا من التقاط نيوترون آخر. باختصار، 141Am يحتاج إلى استيعاب اثنين من النيوترونات بعد أن تصبح نظائر انشطارية مرة أخرى.